# Saint-Aignan-Grandlieu
Saint-Aignan-Grandlieu is een gemeente in het Franse departement Loire-Atlantique (regio Pays de la Loire). De plaats maakt deel uit van het arrondissement Nantes. Saint-Aignan-Grandlieu telde op 1 januari 2022 3.991 inwoners.

## Geografie
De oppervlakte van Saint-Aignan-Grandlieu bedroeg op 1 januari 2022 17,94 vierkante kilometer; de bevolkingsdichtheid was toen 222,5 inwoners per km².

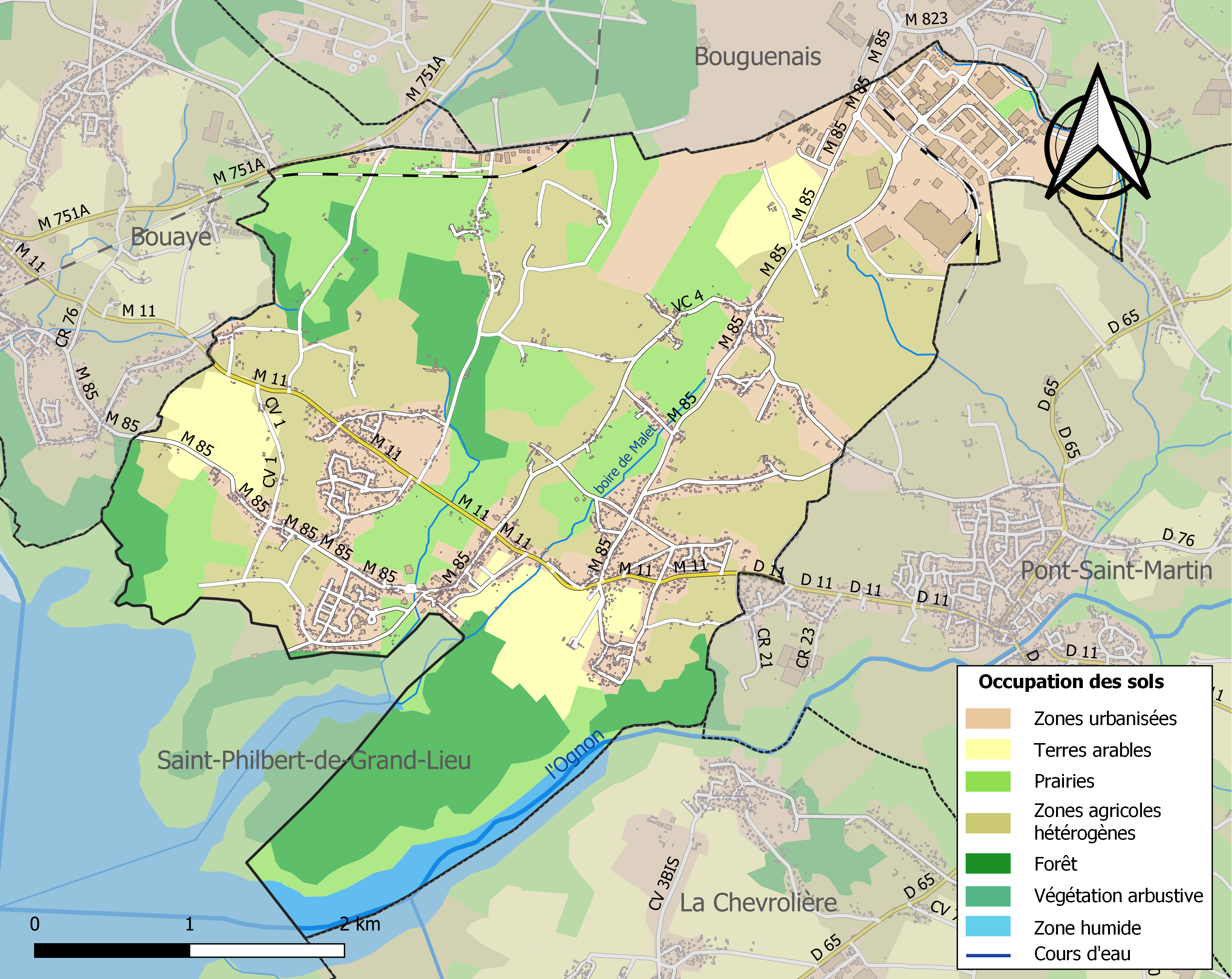
Kaart van de gemeente met de belangrijkste infrastructuur, bodemgebruik en omliggende gemeenten

## Demografie
Onderstaande figuur toont het verloop van het inwonertal (bron: INSEE-tellingen).